# Micromacromia zygoptera
Micromacromia zygoptera – gatunek ważki z rodziny ważkowatych (Libellulidae). Występuje w Afryce Zachodniej i Środkowej – stwierdzony od Gwinei i Sierra Leone do Gabonu.